# 더 콤대즈
더 콤대즈(Les comperes, The ComDads)는 프랑스에서 제작된 프랑시스 베베르 감독의 1983년 코미디, 범죄 영화이다. 피에르 리샤르 등이 출연하였다.

## 출연
- 피에르 리샤르
- 제라르 드파르디외
- 아니 뒤프레